# Los ángeles (àlbum)
Los ángeles (traduïble en català com a "Els àngels") és el primer disc de la cantant catalana Rosalia Vila i Tobella, coneguda artísticament com a Rosalía, a dúo amb Raül Refree, qui signa la producció i arranjaments. Va ser publicat el 10 de febrer de 2017 per Universal Music Group.

## Antecedents
Rosalía va començar a actuar en tablaos una dècada abans del llançament del seu debut discogràfic, convertint-se a poc a poc en una coneguda vocalista del circuit flamenc de Barcelona. Va treballar com artista convidada i va fer col·laboracions amb diversos artistes, com Chicuelo, Enric Palomar, La Fura dels Baus, Miguel Poveda i Rocío Márquez, actuant en països com Alemanya, Singapur i Panamà i esdeveniments com el Primavera Sound 2015 i una conferència APAP de Nova York. Rosalía va créixer en una família sense grans artistes que escoltava la música en anglès. Va descobrir el flamenc als tretze anys quan els seus amics van escoltar Camarón de la Isla mentre es reunien en un parc després de l'escola, i aviat va quedar fascinada amb el gènere i va començar a estudiar per ella mateixa. Mentre se submergia en l'escena flamenca catalana, Rosalía va conèixer a José Miguel Vizcaya "El Chiqui de la Línea", que li va suggerir iniciar la carrera de música." El Chiqui" es va convertir en professor de Rosalía durant els vuit anys següents, mentre estudiava interpretació del cant flamenc a l'Escola Superior de Música de Catalunya. L'ESMUC només accepta una estudiant d'aquesta disciplina cada any i Rosalía va ser seleccionada el 2014. La cantant ha descrit "El Chiqui" com una figura fonamental en la seva carrera, que la va animar a investigar el gènere encara més en el temps. Va dir: "Per a mi, el flamenc era Camarón, una mica d'estètica gitana, i quan vaig tornar, vaig trobar moltes altres coses que em van encantar. [... ] Quan vaig descobrir cantaores com Niño de la Huerta o "El Gloria", "El Chiqui" em va ensenyar a escoltar i apreciar el seu cant, perquè els seus enregistraments sonen molt malament! Per a les persones de la nostra època, el so ens sembla terrible".

## Composició
Los ángeles és un àlbum conceptual que recull una sèrie de cantes que tenen com a tema central la mort.
En ell es recuperen i reinterpreten cantes antics en els quals el tema de la mort hi está present. És un treball sobri compost essencialment de veu (Rosalia) i guitarra (Raül Refree)
Es tracta de la presentació de Rosalía com cantaora i, per tant, la seva estructura és similar a la del debut de qualsevol cantaor flamenc ortodox: "una selecció de palos variats, sovint amb lletres tradicionals o populars, en què l'artista mostra la seva aptitud i antecedents". D'aquesta manera, la cantant abasta diverses formes del gènere, incloses les alegries, tangos, fandangos, fandanguillos, seguidillas, tarantas, malaguenyes i estils "més específics" com la guajira, la saeta i la milonga. Rosalía va sentir que en l'àlbum "els cants es converteixen en cançons", i com a tal no va enumerar els pals ' en la llista de cançons, explicant que: "És una manera de dir que em baso en melodies i lletres dels cants, però els convertim en una altra cosa. Els que coneguin alguna cosa sobre el flamenc podran identificar-los, perquè estem influenciats per això, però fem el nostre propi".
Rosalía va dir el 2018: "Em sento bé amb Los ángeles, volia establir el meu llegat musical... i honrar el so clàssic del flamenc en el sentit més tradicional, respectant-los al màxim, amb un pop i estructura experimental, però amb una instrumentació molt bàsica i un so minimalista, només guitarra i veu."

## Llançament

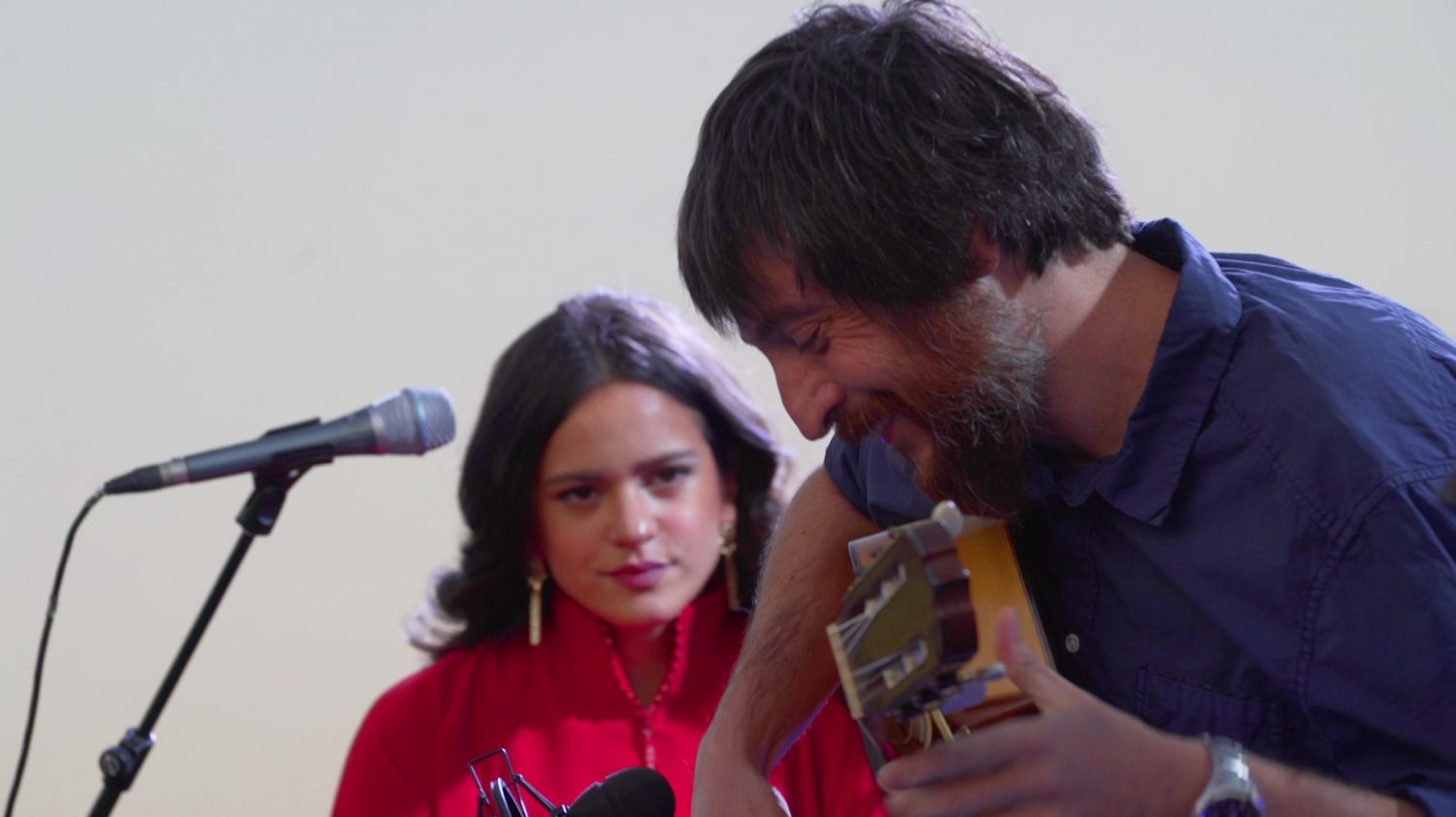
Rosalía i Raül Refree actuant a Madrid, el 24 de juliol de 2017.

Los ángeles es va llançar el 20 de febrer de 2017 a Universal Music Spain. Va ser publicat en botigues d'àudio digital i plataformes de transmissió, així com a través d'un CD i un doble LP." Catalina" es va publicar com a single principal de l'àlbum el 17 d'octubre de 2016 i va ser presentat per la Rosalía i el Raül a Radio 3, després d'haver compartit el seu "Que se muere, que se muere" en línia unes setmanes abans. El vídeo musical de Catalina va ser dirigit per Txema Yeste i s'ha descrit com "una traducció visual del poder d'aquesta cançó".
El vídeo va ser produït per Yverz i dirigit per Bàrbara Farré, amb fotografia de Lucas Casanovas i animació de Pepe Gay.
El col·lectiu de realització cinematogràfica espanyola Manson va dirigir el vídeo musical del segon single "De plata", que inclou la cantant que interpreta la pista mentre camina i balla als carrers de Los Angeles, Califòrnia. Es va publicar al canal de YouTube de Rosalía el 26 de maig de 2017. Luis Troquel de Rockdelux sentia que el clip mostrava una "cara de Rosalía que era desconeguda per a molts", mentre ballava "amb un encantador estil i un estil exuberant". Manson va rodar el clip en pel·lícules de 16 mm, ja que "volien representar a Rosalía com una estrella clàssica de Hollywood, però amb una sensibilitat contemporània". Van escollir la cançó perquè tenia un "estil tarantino" que pensaven que coincidia amb Los Angeles. A més, van explicar: "El seu art és molt pur i salvatge i volíem un vídeo que coincidís: sense trucs de càmera, sense VFX, sense jocs, sense estètica de Tumblr, només el rendiment pur i prim d'una estrella clàssica acabada de néixer". El 2 de novembre de 2017 es va publicar una versió de portada d'"Aunque es de noche" d'Enrique Morente, que no estava inclosa en l 'àlbum i que només s'havia realitzat en directe. El seu vídeo musical va ser dirigit per Ignasi Monreal i produït per Canada en col·laboració amb Pink Salt i Collateral Films, amb animació d'Iria López, Dani Negrín i Bjørn-Erik Aschim de l'estudi d'animació de Londres The Line. Rodada com a llarga durada, els dos primers minuts del vídeo mostren l'interior d'un cotxe ple d'elements de simbolisme cristià, que condueixen l'espectador a Rosalía asseguda en una cadira. La cantant posa de manifest i mostra que es troba dins d'un cementiri i que en els darrers minuts apareix animació al seu voltant. Segons Rosalía, el vídeo musical "pretén ser una celebració de la mort com a part de la vida", i com a tal s'ha relacionat amb el concepte de Los ángeles. Entre la gravació per al vídeo, Monreal també va filmar Rosalía fent un a apella de la pista, que va ser llançada el 14 de desembre de 2017.

## Recepció crítica
Los ángeles va rebre diverses crítiques positives de la crítica musical. La revista espanyola Rockdelux qualificar de "un dels debuts més intensos i més intensos dels últims temps", amb el crític Juan Monge fent gala de la seva barreja de tradició i avantguarda. Mariano Prunes, d'AllMusic, va elogiar la veu de Rosalía, escrivint que "el seu instrument és un tornado capaç d'escombrar les barreres culturals o lingüístiques", tot assenyalant que "no ho fa amb un volum o una histriònica vocal, sinó arribant a gairebé a insuportables nivells d'intensitat i expressió". Va arribar a la conclusió que Los Ángeles "assenyala l'aparició d'un gran talent, tant en el flamenc com a l'escena musical mundial". Escrivint per MondoSonoro, Yeray S. Iborra va considerar que amb Los Ángeles, Rosalía "es posiciona com la cantaora contemporània que ha entès millor els temps actuals", destacant la diferència entre l'àlbum i la seva col·laboració "més americana" amb C. Tangana.

### Especialistes en flamenc
En un article d'El Confidencial, el músic i investigador Pedro Lópeh va criticar l'àlbum, especialment l'obra de Refree, considerant-ho com "artificial" i "cansat". Els seus punts de vista van coincidir amb els de Silvia Cruz, una altra experta en flamenc. Va dir: "També insisteixo a parlar de Refree perquè les tintes sempre es carreguen contra ella i poc o res contra ell, que és el productor i el primer autor d'aquest àlbum. No crec que Los ángeles faci mal al flamenc, però és un producte descontextualitzat. A part de la lletra, no escolto res en aquest sentit que apel·li a la història del flamenc, de les seves arrels o dels seus referents. Per aquest motiu, no em sembla una obra revolucionària i si ha vingut a salvar alguna cosa, és la indústria de la música, no del flamenc. " Alberto García Reyes, d'ABC, va dir a eldiario.es que, tot i que no considera que els àngels siguin "una aberració", considera que Rosalía no és adequada per al gènere. Va dir: "Rosalía no canta malament, però en el flamenc no encaixa gaire. És una noia molt respectuosa, que no ha vingut a inventar una revolució per a la seva cara. També va ser crític amb la campanya de promoció de l'àlbum, argumentant que va instal·lar la imatge indigna de Rosalía com "la gran revolució del flamenc".

## Premis
Los ángeles es va situar amunt en les llistes de final de l'any de la premsa especialitzada espanyola. Va ser catalogat com el millor àlbum espanyol del 2017 pel diari ABC i la revista Rockdelux. Els lectors de l'edició barcelonina de Time Out van seleccionar a Los Ángeles com el millor disc del 2017, amb la publicació que descriu a Rosalía com "la revelació musical del 2017". L'àlbum també va aparèixer al número 6 de la llista de la revista en línia espanyola Jenesaispop.com, que el va descriure com "una presentació inigualable, fins a les expectatives, que són encara més altes davant d'un futur brillant". CrazyMusic va classificar l'àlbum al número 8 de la llista dels millors àlbums espanyols de 2017. Els crítics de música d' El País van catalogar-lo com el desè millor àlbum de l'any. Efe Eme va seleccionar l'àlbum com el 13è millor disc espanyol de 2017. També va aparèixer a les llistes dels millors àlbums espanyols de Hipersónica i Muzikalia, respectivament, en els números 17 i 18.
A finals del 2017, Rosalía va rebre el Premi Ojo Crítico en la categoria de Música Moderna, atorgat per RNE. El jurat va destacar la "projecció artística del cantant, la seva capacitat interpretativa i la seva versatilitat, el seu carisma capaç de traslladar el flamenc al públic jove". Rosalía també va ser nominada com a Millor Artista Nou en els Premis Grammy Llatins de 2017, perdent davant Vicente García. El 17 de gener de 2018, Los Ángeles va rebre el Premi Ruido, atorgat al millor àlbum nacional de l'any per la premsa de música espanyola. L'àlbum també va rebre un Premi Glamour a "les arts", atorgat per l'edició espanyola de la revista Glamour per celebrar el seu 15è aniversari.

## Actuació comercial
Los ángeles va debutar al número 42 de la llista d'àlbums espanyols el 19 de febrer de 2017. Un mes més tard, Sebas E. Alonso, de Jenesaispop.com, va assenyalar que l'àlbum havia estat cartogràfic des de la seva publicació, ascendint a vint-i-vuit en la seva tercera setmana i mantenint aquesta posició la setmana següent. La sensació que estava en camí de convertir-se en l'espanyol " èxit inesperat de l'any", Alonso va descriure diagrama de comportament ' Angeles s com 'totalment excepcional', tenint en compte que la majoria dels àlbums "després de l'eufòria dels aficionats durant la primera setmana, [cau] lleugerament a la llista fins que s'assentin en funció de la durada de la promoció de l'àlbum o col·lapse directament ". De la mateixa manera, Jordi Bardají va escriure l'1 de novembre del 2018 que el registre era "un dels més grans" travesses que les llistes de vendes espanyoles han conegut en els últims temps ". Los ángeles va assolir la seva posició màxima en el número nou l'11 de novembre de 2018 i es va mantenir en la llista d'àlbums des de la seva entrada, acumulant un total de 89 setmanes.

## Llista de cançons
| Núm.          | Títol                            | Durada |
| ------------- | -------------------------------- | ------ |
| 1.            | «Si tú supieras compañero»       | 6:04   |
| 2.            | «De plata»                       | 4:28   |
| 3.            | «Nos quedamos solitos»           | 5:15   |
| 4.            | «Catalina»                       | 3:34   |
| 5.            | «Día 14 d'abril»                 | 6:06   |
| 6.            | «Que se muere, que se muere»     | 1:28   |
| 7.            | «Por mi puerta no lo pasen»      | 4:39   |
| 8.            | «Te venero»                      | 4:06   |
| 9.            | «Por castigarme tan fuerte»      | 2:08   |
| 10.           | «La hija de Juan Simón»          | 4:09   |
| 11.           | «El redentor»                    | 3:01   |
| 12.           | «I See a Darkness» (bonus track) | 4:08   |
| Durada total: | Durada total:                    | 49:06  |

- "I See a Darkness" és una portada de la cançó de Will Oldham, inclosa en el seu àlbum de 1999 amb el mateix nom.